# Sambeng (Gunungjati)
Sambeng is een bestuurslaag in het regentschap Cirebon van de provincie West-Java, Indonesië. Sambeng telt 3470 inwoners (volkstelling 2010).